# So Bad
So Bad (englisch für „So sehr“) ist ein Lied des britischen Musikers Paul McCartney, das 1983 unter anderen in den USA als Single A-Seite veröffentlicht wurde. Komponiert wurde es von Paul McCartney.

## Hintergrund
In dem 1984er Filmbuch Give My Regards To Broad Street erinnert sich McCartney über die Inspiration zum Lied: „Es war eine kleine Melodie, die ich hatte, und ich fing an, Worte zu schreiben. Sie schienen sehr einfach und sehr kitschig zu sein, aber sie schienen zu passen. Es ist nur ein sehr einfaches Liebeslied, das offen sentimental ist. Manchmal muss man so schreiben, weil man es liebt. Man kann sich damit identifizieren, wenn man durch die Mühle gegangen ist und einen netten Partner hat. Vielleicht bedeutet es mehr als für einen Jungen von achtzehn Jahren.“
McCartney singt bei So Bad mit einer Falsettstimme. So Bad ist die zweite Singleauskopplung aus dem Album Pipes of Peace und erreichte Platz 23 in den USA. In Großbritannien und Deutschland wurde So Bad nicht als A-Seite veröffentlicht, stattdessen wurde dort die B-Seite Pipes of Peace zur A-Seite und So Bad zur B-Seite. Neben den USA wurde So Bad auch in Kanada, Frankreich, Japan und Spanien als A-Seite veröffentlicht.
Für das Lied wurde ein Musikvideo unter der Regie von Paul und Linda McCartney produziert, die Fertigstellung des Videos erfolgte am 4. Januar 1984. In dem Video wirken neben den beiden Regisseuren noch Eric Stewart und Ringo Starr mit.

## Aufnahme
Die erste Aufnahmesession für So Bad fand am 16. September 1982 in den AIR Studios in London statt, wobei George Martin als Produzent fungierte. Geoff Emerick und Jon Jacobs waren die Toningenieure der Aufnahme. Ob und wann Overdubs eingespielt wurden und wann die Abmischung erfolgte ist nicht dokumentiert.
Besetzung:
- Paul McCartney: Gesang, Bassgitarre, Klavier, Elektronisches Klavier
- Linda McCartney: Synthesizer, Hintergrundgesang
- Eric Stewart: E-Gitarre, Hintergrundgesang
- Ringo Starr: Schlagzeug
- Unbekannte Musiker: Streichinstrumente

## Neuaufnahmen
- Wahrscheinlich im März 1983 wurde So Bad für den Soundtrack zum Musikfilm Give My Regards to Broad Street mit dem Produzenten George Martin in den AIR Studios erneut eingespielt. Geoff Emerick war der Toningenieur der Aufnahmen.

Besetzung:
- Paul McCartney: Gesang, Bassgitarre
- Linda McCartney: Keyboard, Hintergrundgesang
- Eric Stewart: E-Gitarre, Hintergrundgesang
- Dave Edmunds: E-Gitarre
- Chris Spedding: E-Gitarre
- Jody Linscott: Perkussion
- Ringo Starr: Schlagzeug

- Im Jahr 2001 nahm Lindsay Pagano eine Version von So Bad in den Henson Studios in Los Angeles auf, wo McCartney auch sein Album Driving Rain einspielte. McCartney stellte sich vor und bat darum, ihre Aufnahmen zu hören, und steuerte schließlich Backing Vocals zu So Bad bei. Lindsay Pagano sagte dazu: „Ich habe ihm (Paul McCartney) etwas vorgespielt, und er hat im ganzen Studio herumgetanzt. Alle flippten aus, dass es Paul McCartney war, und ich dachte: 'Oh, ich habe gerade Paul gesehen. Wie auch immer." Er ist einfach ein normaler Mensch. Er fragte, wie sich das Album eines Tages entwickeln würde, und ich sagte: 'Nun, ich suche nur nach einem wirklich einfachen akustischen Song für das Ende des Albums, nur um es zu beenden.' Und er sagte: 'Nun, ich habe diesen Song namens 'So Bad' geschrieben, von dem ich denke, dass er wirklich gut zu deiner Stimme passen würde.' Ich habe einen groben Track aufgenommen, und als ich zurückkam, um wieder daran zu arbeiten, hörte ich diesen Gesang im Hintergrund, und es ist Pauls Gesang. Er sang darauf als eine Art Überraschung. So wurde es ein Duett.“[8][9]

## Coverversionen
Es gibt fünf Coverversionen von So Bad.

## Veröffentlichung
- Am 22. Oktober 1983 wurde das Album Pipes of Peace veröffentlicht auf dem sich das Lied So Bad befindet.
- Die zweite Singleauskopplung in den USA war So Bad / Pipes of Peace und erschien am 5. Dezember 1983.[11] Die Promotion-7″-Vinyl-Single[12] in den USA enthält auf beiden Seiten jeweils die Stereoversion der A-Seite.
- Am 22. Oktober 1984 wurde das Album Give My Regards to Broad Street veröffentlicht, auf der CD-Version befindet sich die Neuaufnahme des Liedes So Bad befindet.
- In 2001 erschien von Lindsay Pagano das Album Love+Faith+Inspiration auf dem sich So Bad befindet.
- Im Oktober 2015 wurde Pipes of Peace, zum zweiten Mal remastert, vom Musiklabel Hear Music/Concord Music Group als Teil der Paul McCartney Archive Collection veröffentlicht. Das Remastering erfolgte von Alex Wharton in den Abbey Road Studios.[13] Die Deluxe Edition enthält noch zusätzlich das Musikvideo von So Bad.[14]
- Am 2. Dezember 2022 wurde die Singlebox The 7″ Singles Box veröffentlicht, die auch So Bad enthält.